# Личный доход
Ли́чный дохо́д (англ. personal income, PI), ча́стный дохо́д  — доход физического лица до уплаты подоходного налога.

## История
Ранее, с общеэкономической точки зрения, под доходом понималась или известная сумма поступлений в руки какого-либо лица, или вновь создаваемая сумма новых реальных ценностей. Первого рода «Доход» был понятием частнохозяйственным, второе — народнохозяйственным. Различие между ними были весьма существенные, но оно сделалось достоянием современной науки лишь с того времени, как вообще были установлены эти две точки зрения (частно- и народнохозяйственный) на многие экономические явления. Позже  было придумано словосочетание «личный доход».

## Определение
По мнению К. Р. Макконнелла и С. Л. Брю личный доход — это доход, находящийся в распоряжении граждан до уплаты личного подоходного налога.
Согласно «Большому экономическому словарю» личный доход — это полученные физическим лицом средства и материальные блага.

## Структура личного дохода
В личный доход включаются:
- средства, заработанные на основной и дополнительной работах;
- предпринимательский доход;
- доход по ценным бумагам;
- доход по вкладам и депозитам;
- другое.

## Личный доходvsНациональный доход
Личный доход, как полученный доход, отличается от национального дохода, как заработанного дохода, налогами на заработную плату, налогами на прибыль и на сумму нераспределенной прибыли предприятий. Домохозяйства фактически не получают их в своё распоряжение, а значит данные суммы исключаются при расчёте личного дохода. Трансфертные платежи (выплаты престарелым и потерявшим кормильца, пособия по безработице, благотворительные выплаты, выплаты ветеранам, субсидии на образование, пособия по нетрудоспособности, выплаты по частным пенсионным программам, процентные платежи от правительства или потребителей) исключаются из расчёта национального дохода, но входят в расчёт личного дохода:
Национальный доход — Налоги с ФОТ — Налог на прибыль — Прибыль предприятий + Трансфертные платежи = Личный доход

## Личный доходvsРасполагаемый доход
Располагаемый доход — это личный доход за вычетом индивидуальных налогов (подоходного налога, налога на личное имущество и налога на наследство).